# Индия на летних Олимпийских играх 2008
Индия на летние Олимпийские игры 2008 был направлен Олимпийским комитетом Индии. В заявке Индии было представлено 57 спортсменов в тринадцати видах спорта. Было завоёвано три медали, в том числе первое олимпийское золото страны в индивидуальном виде спорта. Никогда ранее Индии не удавалось добиться больше двух медалей.

## Призёры
| №      | Спортсмены      | Вид спорта (дисциплина)    |
| Золото |                 |                            |

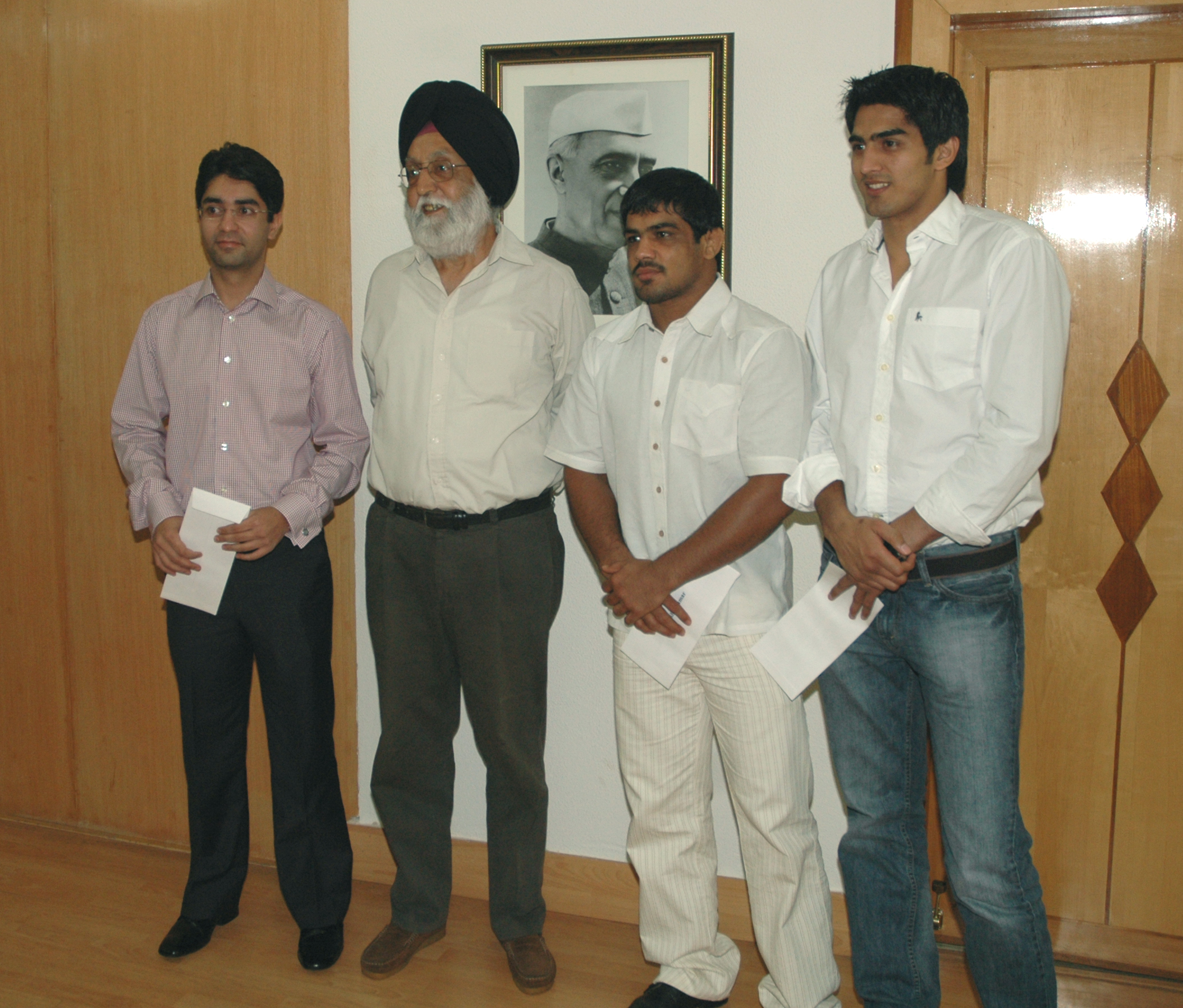
Абхинав Биндра, министр спорта М. С. Гилл, Сушил Кумар и Виджендер Кумар

| 1      | Абхинав Биндра  | Стрельба (винтовка, 10 м)  |
| Бронза |                 |                            |
| 1      | Сушил Кумар     | Борьба (вольная, до 66 кг) |
| 2      | Виджендер Кумар | Бокс (до 75 кг)            |

## Результаты соревнований

### Академическая гребля
В следующий раунд из каждого заезда проходили несколько лучших экипажей (в зависимости от дисциплины). В финал A выходили 6 сильнейших экипажей, остальные разыгрывали места в утешительных финалах B-F.
Мужчины
| Соревнование              | Спортсмены                   | Предварительный заезд | Предварительный заезд | Предварительный заезд | Отборочный заезд | Отборочный заезд | Отборочный заезд | Четвертьфинал | Четвертьфинал | Четвертьфинал | Полуфинал     | Полуфинал     | Полуфинал     | Финал   | Финал   | Итоговое место |
| Соревнование              | Спортсмены                   | Заезд                 | Время                 | Место                 | Заезд            | Время            | Место            | Заезд         | Время         | Место         | Заезд         | Время         | Место         | Время   | Место   | Итоговое место |
| ------------------------- | ---------------------------- | --------------------- | --------------------- | --------------------- | ---------------- | ---------------- | ---------------- | ------------- | ------------- | ------------- | ------------- | ------------- | ------------- | ------- | ------- | -------------- |
| одиночки                  | Баджранглал Такхар           | 4                     | 7:39,91               | 3 Q                   | Не проводится    | Не проводится    | Не проводится    | 4             | 7:19,01       | 5             | Полуфинал C/D | Полуфинал C/D | Полуфинал C/D | Финал D | Финал D | 21             |
| одиночки                  | Баджранглал Такхар           | 4                     | 7:39,91               | 3 Q                   | Не проводится    | Не проводится    | Не проводится    | 4             | 7:19,01       | 5             | 1             | 7:23,00       | 4             | 7:09,73 | 3       | 21             |
| двойки парные, лёгкий вес | Девендер Кумар Манджит Сингх | 2                     | 6:37,13               | 5                     | 2                | 7:02,06          | 5                | Не проводится | Не проводится | Не проводится | Полуфинал C/D | Полуфинал C/D | Полуфинал C/D | Финал C | Финал C | 18             |
| двойки парные, лёгкий вес | Девендер Кумар Манджит Сингх | 2                     | 6:37,13               | 5                     | 2                | 7:02,06          | 5                | Не проводится | Не проводится | Не проводится | 2             | 6:40,34       | 3             | 6:44,48 | 6       | 18             |

### Бадминтон
| Дисциплина | Спортсмены   | 1/32                             | 1/16                       | 1/8                             | Четвертьфинал                       | Полуфинал             | Финал                 | Место |
| Дисциплина | Спортсмены   | Соперник Счёт                    | Соперник Счёт              | Соперник Счёт                   | Соперник Счёт                       | Соперник Счёт         | Соперник Счёт         | Место |
| ---------- | ------------ | -------------------------------- | -------------------------- | ------------------------------- | ----------------------------------- | --------------------- | --------------------- | ----- |
| одиночный  | Ануп Сридхар | Вашконселуш (POR) В 21-16, 21-14 | Сато (JPN) П 13-21, 17-21  | Закончил выступление            | Закончил выступление                | Закончил выступление  | Закончил выступление  | 17    |
| одиночный  | Саина Нехвал | Диль (RUS) В 21-9, 21-8          | Грига (UKR) В 21-18, 21-10 | Ван (HKG) В 21-19, 11-21, 21-11 | Юлианти (INA) П 26-28, 21-14, 21-15 | Закончила выступление | Закончила выступление | 5     |

### Бокс
Мужчины
| Категория | Спортсмены         | 1/32                  | 1/16                      | Четвертьфинал          | Полуфинал            | Финал                | Место |
| Категория | Спортсмены         | Соперник Результат    | Соперник Результат        | Соперник Результат     | Соперник Результат   | Соперник Результат   | Место |
| --------- | ------------------ | --------------------- | ------------------------- | ---------------------- | -------------------- | -------------------- | ----- |
| До 51 кг  | Джитендер Кумар    | Мемиш (TUR) В WO      | Дониёров (UZB) В 13:6     | Балакшин (RUS) П 11:15 | Закончил выступление | Закончил выступление | 5     |
| До 54 кг  | Акхил Кумар        | Аллаб (FRA) В 12:5    | Водопьянов (RUS) В 10:9   | Гожан (MDA) П 3:10     | Закончил выступление | Закончил выступление | 5     |
| До 57 кг  | Антреш Лалит Лакра | Султанов (UZB) П 9:5  | Закончил выступление      | Закончил выступление   | Закончил выступление | Закончил выступление | 17    |
| До 75 кг  | Виджендер Кумар    | Джек (GAM) В 13:2     | Чомпхупхуанг (THA) В 13:3 | Гонгора (ECU) В 9:4    | Корреа (CUB) П 8:5   | Закончил выступление | 3     |
| До 81 кг  | Динеш Кумар        | Беншабла (ALG) П 3:23 | Закончил выступление      | Закончил выступление   | Закончил выступление | Закончил выступление | 17    |

### Борьба
Мужчины
| Категория | Спортсмен     | 1/16 финала        | 1/8 финала             | Четвертьфинал        | Утешительный этап 1  | Полуфинал / Утешительный этап 2 | Финал / Матч за бронзу | Место |
| Категория | Спортсмен     | Соперник Результат | Соперник Результат     | Соперник Результат   | Соперник Результат   | Соперник Результат              | Соперник Результат     | Место |
| --------- | ------------- | ------------------ | ---------------------- | -------------------- | -------------------- | ------------------------------- | ---------------------- | ----- |
| До 60 кг  | Йогешвар Дутт | Не участвовал      | Оразгалиев (KAZ) В 8-2 | Юмото (JPN) П 3-6    | Закончил выступление | Закончил выступление            | Закончил выступление   | 9     |
| До 66 кг  | Сушил Кумар   | Не участвовал      | Стадник (UKR) П 8-1    | Закончил выступление | Шваб (USA) В 3-1     | Батыров (BLR) В 3-1             | Спиридонов (KAZ) В 3-1 | 3     |
| До 120 кг | Раджив Томар  | Мокко (USA) П 0-4  | Закончил выступление   | Закончил выступление | Закончил выступление | Закончил выступление            | Закончил выступление   | 17    |

### Дзюдо
Женщины
| Категория | Спортсмен           | 1/16                      | 1/8                        | Четвертьфинал         | Полуфинал             | Финал                 | Утешительные этапы         | Место |
| Категория | Спортсмен           | Соперник Результат        | Соперник Результат         | Соперник Результат    | Соперник Результат    | Соперник Результат    | Соперник Результат         | Место |
| --------- | ------------------- | ------------------------- | -------------------------- | --------------------- | --------------------- | --------------------- | -------------------------- | ----- |
| До 48 кг  | Кхумужам Томби Деви | Оромигу (POR) П 0000–1011 | Закончила выступление      | Закончила выступление | Закончила выступление | Закончила выступление | Закончила выступление      | 19    |
| До 78 кг  | Дивья Тевар         | Не участвовала            | Кастильо (CUB) П 0000–1000 | Закончила выступление | Закончила выступление | Закончила выступление | Абикеева (KAZ) П 0000–1010 | 13    |

### Лёгкая атлетика
Мужчины
| Дисциплина     | Спортсмен        | Квалификация  | Квалификация  | Финал                | Финал                |
| Дисциплина     | Спортсмен        | Результат     | Место         | Результат            | Место                |
| -------------- | ---------------- | ------------- | ------------- | -------------------- | -------------------- |
| 10 000 м       | Сурендра Сингх   | Не проводится | Не проводится | 28:13,97             | 26                   |
| метание диска  | Викас Гауда      | 60,69         | 22            | Закончил выступление | Закончил выступление |
| тройной прыжок | Ренжит Махесвари | 15,77         | 35            | Закончил выступление | Закончил выступление |

#### Женщины
| Дисциплина       | Спортсмен                                                | Квалификация  | Квалификация  | Финал                 | Финал                 |
| Дисциплина       | Спортсмен                                                | Результат     | Место         | Результат             | Место                 |
| ---------------- | -------------------------------------------------------- | ------------- | ------------- | --------------------- | --------------------- |
| прыжки в длину   | Анджу Бобби Джордж                                       | NM            | NM            | Закончила выступление | Закончила выступление |
| 10 000 м         | Приджа Сридхаран                                         | Не проводится | Не проводится | 32:34,64              | 25                    |
| 400 м            | Мандип Каур                                              | 52,88         | 32            | Закончила выступление | Закончила выступление |
| эстафета 4×400 м | Читра Соман Мандип Каур Маджит Каур Сини Джозе Сати Гита | 3:28,83       | 12            | Закончили выступление | Закончили выступление |
| метание диска    | Харвант Каур                                             | 56,42         | 30            | Закончила выступление | Закончила выступление |
| метание диска    | Кришна Пуния                                             | 58,23         | 24            | Закончила выступление | Закончила выступление |

Женское семиборье
| Спортсмен          | 100 м с барьерами | 100 м с барьерами | Прыжки в высоту | Прыжки в высоту | Толкание ядра | Толкание ядра | Спринт, 200м | Спринт, 200м | Прыжки в длину | Прыжки в длину | Копьё  | Копьё | Бег, 800 м | Бег, 800 м | Всего | Всего |
| Спортсмен          | Время             | Очки              | Высота          | Очки            | Дист.         | Очки          | Время        | Очки         | Дист.          | Очки           | Дист.  | Очки  | Время      | Очки       | Итог  | Место |
| ------------------ | ----------------- | ----------------- | --------------- | --------------- | ------------- | ------------- | ------------ | ------------ | -------------- | -------------- | ------ | ----- | ---------- | ---------- | ----- | ----- |
| Дж. Дж. Шобха      | 13,62с            | 1033              | 1,65м           | 795             | 13,07м        | 732           | 24,62с       | 922          | 5,86м          | 807            | 43,50м | 735   | 2:27,50с   | 725        | 5749  | 29    |
| Сушмита Сингха Рой | 14,11с            | 963               | 1,71м           | 867             | 11,27м        | 613           | 24,34с       | 948          | 5,98м          | 843            | 39,79м | 663   | 2:21,14с   | 808        | 5705  | 32    |
| Прамила Ганапати   | 13,97с            | 983               | 1,74м           | 903             | 11,66м        | 639           | 24,92с       | 894          | 6,11м          | 883            | 41,27м | 692   | 2:23,46с   | 777        | 5771  | 27    |

### Настольный теннис
| Разряд    | Спортсмен    | Квалификация       | Этап 1                | Этап 2                | Этап 3                | Этап 4                | Четвертьфинал         | Полуфинал             | Финал                 |
| Разряд    | Спортсмен    | Соперник Результат | Соперник Результат    | Соперник Результат    | Соперник Результат    | Соперник Результат    | Соперник Результат    | Соперник Результат    | Соперник Результат    |
| --------- | ------------ | ------------------ | --------------------- | --------------------- | --------------------- | --------------------- | --------------------- | --------------------- | --------------------- |
| одиночный | Шарат Камал  | Не участвовал      | Карнерос (ESP) В 4-2  | Чен (AUT) П 1-4       | Закончил выступление  | Закончил выступление  | Закончил выступление  | Закончил выступление  | Закончил выступление  |
| одиночный | Неха Агарвал | Лей (AUS) П 1-4    | Закончила выступление | Закончила выступление | Закончила выступление | Закончила выступление | Закончила выступление | Закончила выступление | Закончила выступление |

### Парусный спорт
Соревнования по парусному спорту в каждом из классов состояли из 10 гонок. Каждую гонку спортсмены начинали с общего старта. Победителем становился экипаж, первым пересекший финишную черту. Количество очков, идущих в общий зачёт, соответствовало занятому командой месту. 10 лучших экипажей по результатам предварительных заплывов попадали в медальную гонку, результаты которой также шли в общий зачёт. В медальной гонке, очки, полученные экипажем удваивались. В случае если участник соревнований не смог завершить гонку ему начислялось количество очков, равное количеству участников плюс один. При итоговом подсчёте очков не учитывался худший результат, показанный экипажем в одной из гонок. Сборная, набравшая наименьшее количество очков, становится олимпийским чемпионом.
Открытый класс
| Класс | Спортсмены      | Гонка | Гонка | Гонка | Гонка | Гонка | Гонка | Гонка | Гонка | Гонка    | Гонка    | Гонка         | Очки | Место |
| Класс | Спортсмены      | 1     | 2     | 3     | 4     | 5     | 6     | 7     | 8     | 9        | 10       | M             | Очки | Место |
| ----- | --------------- | ----- | ----- | ----- | ----- | ----- | ----- | ----- | ----- | -------- | -------- | ------------- | ---- | ----- |
| Финн  | Начхатар Джохал | 4     | 24    | 23    | 24    | 11    | 24    | 18    | 24    | отменены | отменены | не участвовал | 128  | 23    |

### Плавание
| Дисциплина           | Спортсмен       | Отборочные | Отборочные | Полуфинал            | Полуфинал            | Финал                | Финал                |
| Дисциплина           | Спортсмен       | Время      | Место      | Время                | Место                | Время                | Место                |
| -------------------- | --------------- | ---------- | ---------- | -------------------- | -------------------- | -------------------- | -------------------- |
| 50 м, вольный стиль  | Вирдхавал Кхаде | 22,73      | 40         | Закончил выступление | Закончил выступление | Закончил выступление | Закончил выступление |
| 100 м, вольный стиль | Вирдхавал Кхаде | 50,07      | 42         | Закончил выступление | Закончил выступление | Закончил выступление | Закончил выступление |
| 200 м, вольный стиль | Вирдхавал Кхаде | 1:51,86    | 48         | Закончил выступление | Закончил выступление | Закончил выступление | Закончил выступление |
| 100 м, брасс         | Сандип Седжвал  | 1:02,19    | 38         | Закончил выступление | Закончил выступление | Закончил выступление | Закончил выступление |
| 200 м, брасс         | Сандип Седжвал  | 2:15,24    | 36         | Закончил выступление | Закончил выступление | Закончил выступление | Закончил выступление |
| 100 м, баттерфляй    | Анкур Посерия   | 54,74      | 57         | Закончил выступление | Закончил выступление | Закончил выступление | Закончил выступление |
| 200 м, баттерфляй    | Рехан Понча     | 2:01,89    | 40         | Закончил выступление | Закончил выступление | Закончил выступление | Закончил выступление |

### Стрельба
Мужчины
| Дисциплина                    | Спортсмен              | Квалификация | Квалификация | Финал                | Финал                | Место                |
| Дисциплина                    | Спортсмен              | Очков        | Место        | Очков                | Всего                | Место                |
| ----------------------------- | ---------------------- | ------------ | ------------ | -------------------- | -------------------- | -------------------- |
| винтовка, 10 м                | Абхинав Биндра         | 596          | 4            | 104,5                | 700,5                | 1                    |
| винтовка, 10 м                | Гаган Наранг           | 595          | 9            | Закончил выступление | Закончил выступление | Закончил выступление |
| винтовка лёжа, 50 метров      | Гаган Наранг           | 589          | 35           | Закончил выступление | Закончил выступление | Закончил выступление |
| винтовка с трёх позиций, 50 м | Гаган Наранг           | 1167         | 13           | Закончил выступление | Закончил выступление | Закончил выступление |
| винтовка с трёх позиций, 50 м | Санджив Раджпут        | 1162         | 26           | Закончил выступление | Закончил выступление | Закончил выступление |
| винтовка лёжа, 50 метров      | Санджив Раджпут        | 591          | 26           | Закончил выступление | Закончил выступление | Закончил выступление |
| пистолет, 10 м                | Самареш Джунг          | 570          | 42           | Закончил выступление | Закончил выступление | Закончил выступление |
| пистолет, 50 м                | Самареш Джунг          | 540          | 42           | Закончил выступление | Закончил выступление | Закончил выступление |
| трап                          | Маншер Сингх           | 69           | 8            | Закончил выступление | Закончил выступление | Закончил выступление |
| трап                          | Манавджит Сингх Сандху | 70           | 12           | Закончил выступление | Закончил выступление | Закончил выступление |
| дубль-трап                    | Раджьявардхан Ратхор   | 131          | 15           | Закончил выступление | Закончил выступление | Закончил выступление |

Женщины
| Дисциплина                    | Спортсменка      | Квалификация | Квалификация | Финал                 | Финал                 | Место                 |
| Дисциплина                    | Спортсменка      | Очков        | Место        | Очков                 | Всего                 | Место                 |
| ----------------------------- | ---------------- | ------------ | ------------ | --------------------- | --------------------- | --------------------- |
| винтовка, 10 м                | Анджали Бхагват  | 393          | 29           | Закончила выступления | Закончила выступления | Закончила выступления |
| винтовка с трёх позиций, 50 м | Анджали Бхагват  | 571          | 32           | Закончила выступления | Закончила выступления | Закончила выступления |
| винтовка, 10 м                | Авнит Каур Сидху | 389          | 39           | Закончила выступления | Закончила выступления | Закончила выступления |
| винтовка с трёх позиций, 50 м | Авнит Каур Сидху | 552          | 42           | Закончила выступления | Закончила выступления | Закончила выступления |

### Стрельба из лука
| Дисциплина               | Спортсмен                                           | Квалификация | Квалификация | 1/32                        | 1/16                    | 1/8                   | Четвертьфинал         | Полуфинал             | Финал                 | Место |
| Дисциплина               | Спортсмен                                           | Очки         | Место        | Соперник Очков              | Соперник Очков          | Соперник Очков        | Соперник Очков        | Соперник Очков        | Соперник Очков        | Место |
| ------------------------ | --------------------------------------------------- | ------------ | ------------ | --------------------------- | ----------------------- | --------------------- | --------------------- | --------------------- | --------------------- | ----- |
| Индивидуальное (мужчины) | Мангал Чампия                                       | 678          | 2            | Ваези (IRI) В 112-98        | Бадёнов (RUS) П 109—108 | Закончил выступление  | Закончил выступление  | Закончил выступление  | Закончил выступление  | 25    |
| Индивидуальное (женщины) | Дола Банерджи                                       | 633          | 31           | Боде (CAN) П 109—109 (8-10) | Закончила выступление   | Закончила выступление | Закончила выступление | Закончила выступление | Закончила выступление | 33    |
| Индивидуальное (женщины) | Лаишрам Бомбая Деви                                 | 637          | 22           | Марцинкевич (POL) П 101—103 | Закончила выступление   | Закончила выступление | Закончила выступление | Закончила выступление | Закончила выступление | 48    |
| Индивидуальное (женщины) | Пранита Вардинени                                   | 627          | 37           | Уоллер (AUS) В 106—100      | Квон (PRK) П 99—106     | Закончила выступление | Закончила выступление | Закончила выступление | Закончила выступление | 30    |
| Командное (женщины)      | Дола Банерджи Пранита Вардинени Лаишрам Бомбая Деви | 1897         | 6            |                             |                         |                       | Китай · П 206—211     | Закончили выступление | Закончили выступление | 7     |

### Теннис
| Разряд    | Спортсмен                  | 1/32                      | 1/16                            | 1/8                                 | Четвертьфинал                       | Полуфинал             | Финал                 | Место |
| Разряд    | Спортсмен                  | Соперник Счёт             | Соперник Счёт                   | Соперник Счёт                       | Соперник Счёт                       | Соперник Счёт         | Соперник Счёт         | Место |
| --------- | -------------------------- | ------------------------- | ------------------------------- | ----------------------------------- | ----------------------------------- | --------------------- | --------------------- | ----- |
| парный    | Махеш Бхупати Леандер Паес | Не проводился             | Симон / Монфис (FRA) В 6-3, 6-3 | Мело / Са (BRA) В 6-4, 6-2          | Федерер / Вавринка (SUI) П 2-6, 4-6 | Закончили выступление | Закончили выступление | 5     |
| парный    | Сания Мирза Сунита Рао     | Не проводился             | Головин / Пармантье (FRA) В WO  | Кузнецова / Сафина (RUS) П 4-6, 4-6 | Закончили выступление               | Закончили выступление | Закончили выступление | 9     |
| одиночный | Сания Мирза                | Бенешова (CZE) П 1-6, 1-2 | Закончила выступление           | Закончила выступление               | Закончила выступление               | Закончила выступление | Закончила выступление | 33    |